# Maccabi Rishon LeZion
O Maccabi Rishon LeZion (hebraico:מכבי ראשון לציון) é um clube profissional de basquetebol situado na cidade de Rishon LeZion, Distrito Central, Israel que disputa atualmente a Ligat HaAl e a EuroCopa.